# Terunyan
Terunyan o Trunyan è un villaggio situato nella reggenza di Bangli sull'isola di Bali in Indonesia.
Il villaggio si trova tra il lago Batur e il bordo esterno del vulcano Batur situato nei pressi di Kintamani.
Gli abitanti, chiamati Bali aga, sono discendenti dei balinesi originali, antecedenti all'arrivo del regno indù Majapahit del XVI secolo e conservano tradizioni ed usi dei loro antenati senza lasciare che influenze esterne cambino il loro modo di vivere.